# Villaputzu
Villaputzu (in sardo Biddeputzi), è un comune italiano di 4 367 abitanti della Città metropolitana di Cagliari, situato nella subregione del Sarrabus; è parte della diocesi di Lanusei.

## Geografia fisica

### Territorio
Il comune di Villaputzu è situato a otto metri sul livello del mare e si estende per 17 429 ha. Il centro abitato è situato in un breve tratto pianeggiante, creato dai depositi alluvionali del fiume Flumendosa, a ridosso delle colline del Sarrabus. Geograficamente il territorio è suddiviso, da una parte nella sub-regione del Sarrabus e dall'altra parte nel Salto di Quirra, altra sub-regione condivisa con i Comuni ogliastrini.

## Storia

### Origini dell'insediamento
Testimoniano il fatto che il territorio fosse abitato in età nuragica i numerosi nuraghi e gli oggetti rinvenuti nei pressi dell'odierno rione di Santa Maria.
La storia di Villaputzu si identifica fino al medioevo con quella di Sarcapos, città commerciale e portuale, situata probabilmente sulla foce del Flumendosa o nelle sue vicinanze, in località Eringiana; si configurava come centro di supporto degli itinerari verso l'Etruria, unico porto fluviale della costa orientale sarda. Non è possibile dimostrare se, almeno fino alla conquista romana dell'isola, questo centro fosse di controllo fenicio, ma è comunque plausibile che fosse costante la presenza di commercianti punici; è utile considerare che se Sarcapos, priva di sistemi difensivi particolarmente evidenti, isolata e circondata dalle popolazioni nuragiche, fosse stata sotto l'autorità fenicia, a causa delle frequenti rivolte indigene non avrebbe avuto molte possibilità di sopravvivenza.  Dopo la prima guerra punica e la guerra dei mercenari e divenuta la Sardegna provincia romana, Sarcapos aumentò l'importanza del suo porto per le rotte provenienti dall'Italia centrale. Nell'opera di Tolomeo Itinerarium Antonini, l'antica città è indicata lungo la strada che da Cagliari porta a Olbia, tra Ferraria (San Gregorio) e Porticenses (Tertenia), in prossimità della foce del Saipros Potamos (ovvero il Flumendosa). A causa delle frequenti incursioni barbariche, dall'VIII secolo, il villaggio si trasferì nel sito in cui è ubicata l'odierna Villaputzu, che risultava facilmente difendibile in caso di attacco.

### Medioevo

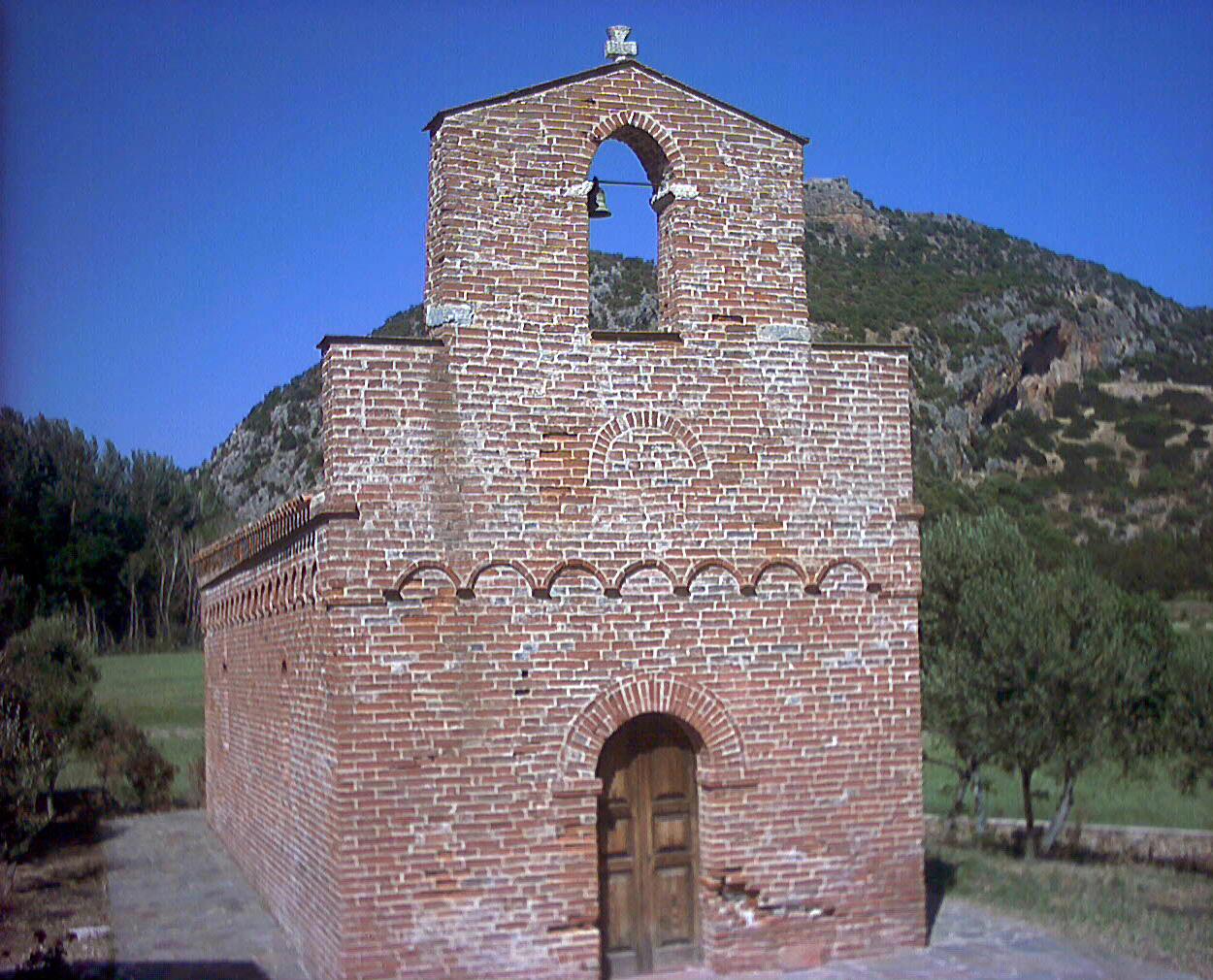
La chiesa di San Nicola di Quirra

In questo periodo ci sono molte denominazioni dello stesso villaggio: Villa Pupus nei registri del giudicato di Cagliari, Villa Pubussi de Sarrabus in un registro delle imposte pisano, e ancora Pututhi, Pupusti e Pupucci in un arco di tempo che va dal 1316 al 1346.
Fino al 1258, Villa Pupus fu parte dal giudicato di Cagliari, nella curatoria del Sarrabus. I giudici possedevano nel territorio un castello, detto di Quirra. Alla caduta del giudicato (1258) il territorio passa per breve tempo al giudicato di Gallura e quindi al comune di Pisa; la conquista aragonese (1324), sconvolgendo il precedente assetto socioeconomico e politico, causò il frazionamento del paese in due insediamenti, Tarruti e Villa Pupusi. A partire dal 1324 quindi sia l'abitato che il castello passano sotto il dominio aragonese; dieci anni più tardi il castello fu inutilmente assediato dai Doria, e nel corso della guerra sardo-catalana anche dai giudici di Arborea; nel 1363 fu ceduto dal Re d'Aragona Pietro IV il Cerimonioso a Berengario Carroz, al quale venne dato in feudo anche il paese di Villaputzu, che fu quindi compreso nella contea di Quirra insieme ad altri 77 villaggi, una parte dei quali oggi non esiste più.

### Età moderna

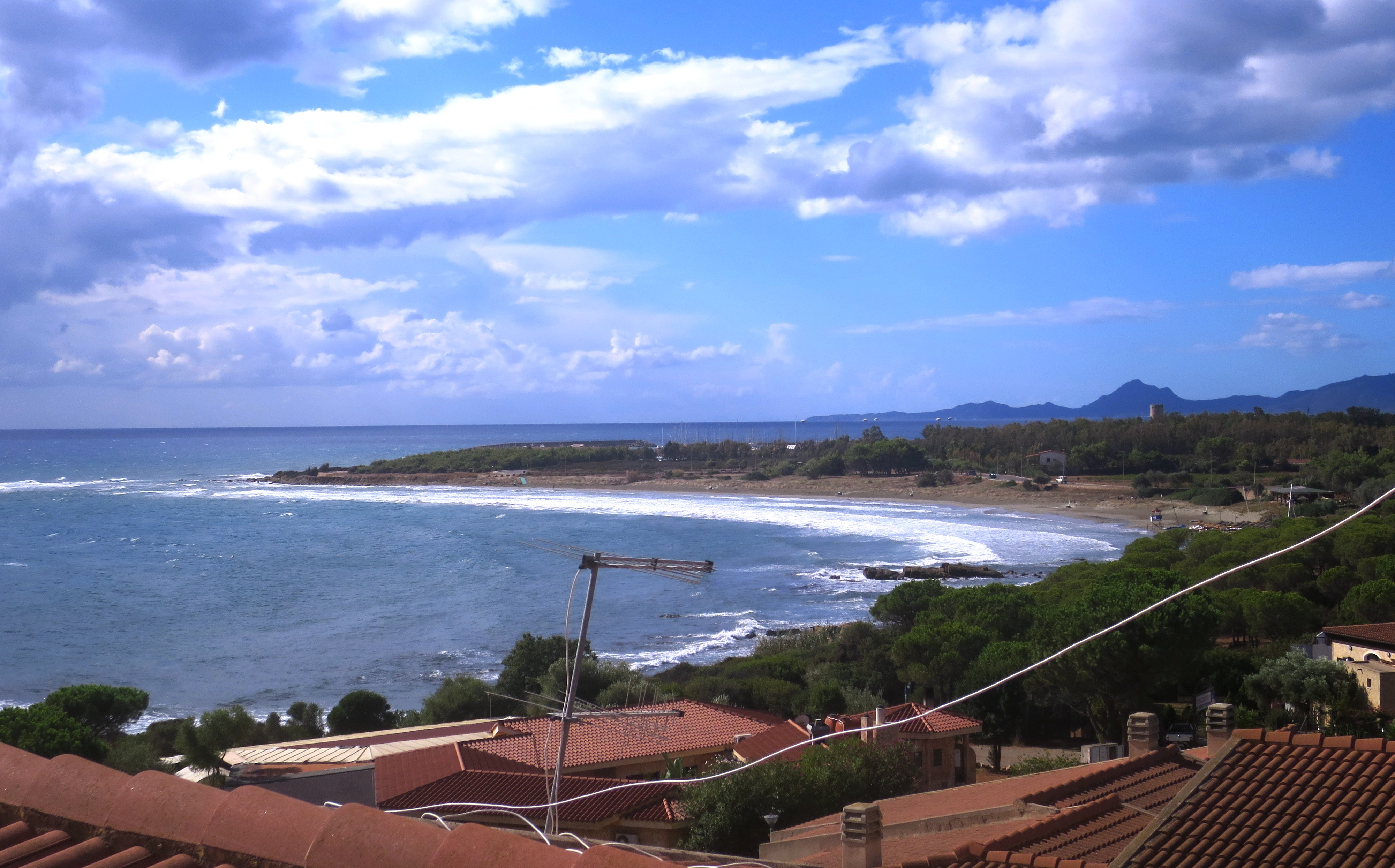
Spiaggia di Porto Corallo

Nel 1603 la contea di Quirra venne trasformata in marchesato, feudo dei Centelles, ed il paese ne seguì le sorti. Nel 1646 una nave da guerra francese naufragò nel vicino litorale: quattrocento uomini dell'equipaggio si salvarono e si fortificarono nel castello; costretti ad arrendersi vennero fatti prigionieri. L'artiglieria della nave, che era stata salvata, venne trasportata a Cagliari ed utilizzata per la difesa dei bastioni della città. Villaputzu fu oggetto di continue incursioni barbaresche, alle quali fu sempre opposta da parte degli abitanti del paese un'accanita resistenza.
Durante l'annessione della Sardegna ai possedimenti sabaudi e nel corso del processo di Unità dell'Italia, Villaputzu non gode di particolare nota, passando a Muravera la funzione di centro nevralgico e politico della zona. Il paese fu riscattato agli ultimi feudatari, gli Osorio de la Cueva marchesi di Quirra, succeduti ai Centelles, nel 1839 con la soppressione del sistema feudale, per cui divenne un comune amministrato da un sindaco e da un consiglio comunale.

### Età contemporanea
Il paese dal 1956 ospita in parte del proprio territorio il poligono sperimentale e di addestramento interforze di Salto di Quirra. È in corso un processo per attribuire le responsabilità dell'impatto dannoso che le sperimentazioni di materiale bellico hanno avuto durante più di mezzo secolo e continuano ad avere sulla salute dei lavoratori e della popolazione che vive, pascola e coltiva nei territori attigui.

## Monumenti e luoghi d'interesse

### Architetture religiose

#### Antica chiesa di San Giorgio martire
L'impianto più antico della chiesa di San Giorgio, patrono del paese, è stato realizzato dai Genovesi presumibilmente nel XII secolo, ed è stato modificato poi nel XVI secolo dagli aragonesi in stile tardo-gotico. A causa dell'abbandono la chiesa, situata ai piedi dell'omonima via nella parte più antica del paese, ove sorgeva anche l'antico cimitero, ha subito un importante crollo nel XX secolo. La costruzione, dotata di campanile a vela, era composta da tre navate divise da arcate poggianti ciascuna su quattro capitelli, oggi parzialmente visibili.

#### Chiesa parrocchiale di San Giorgio martire

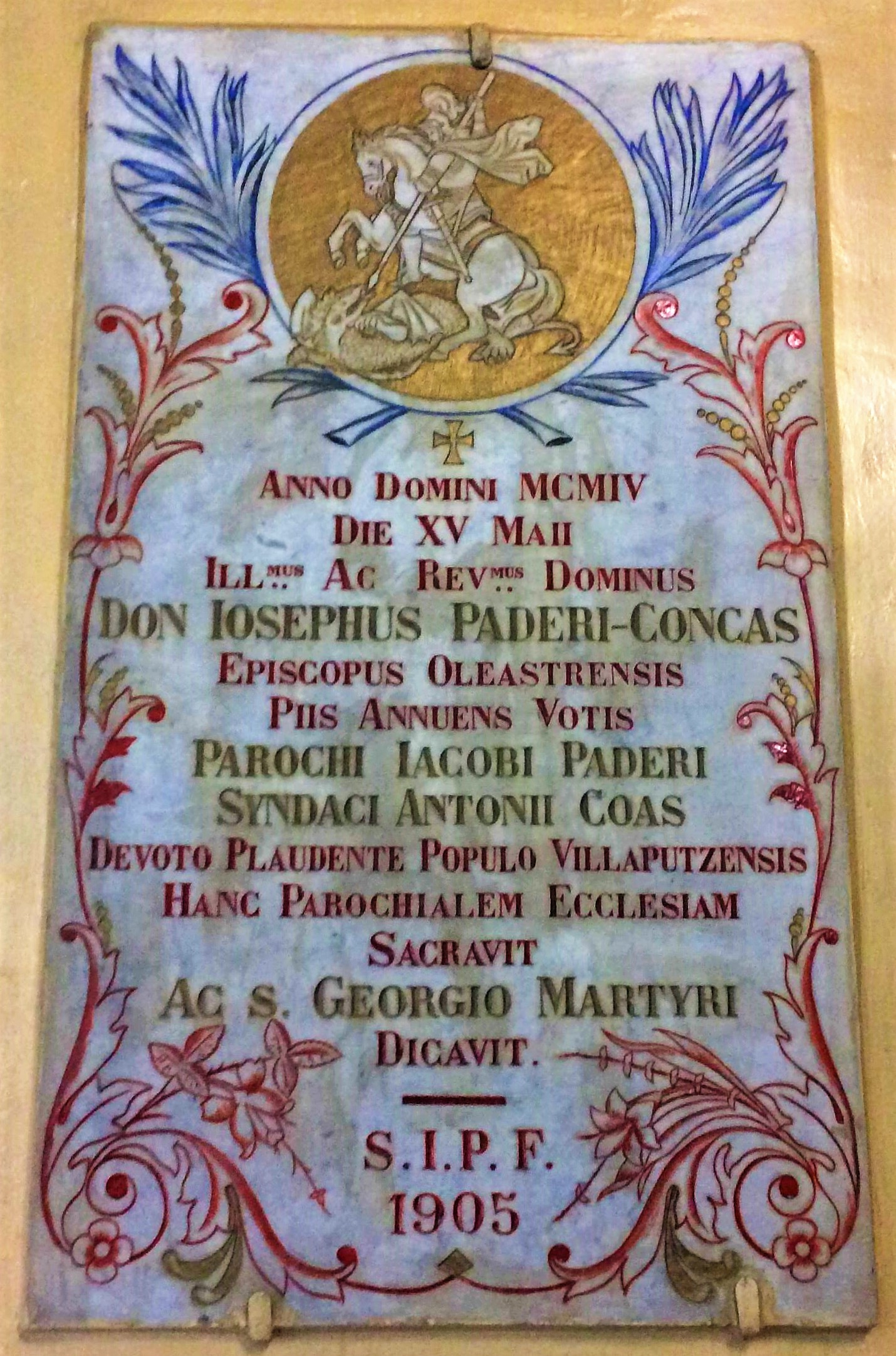
Targa commemorativa della dedicazione della chiesa parrocchiale

Nata intitolata a Santa Caterina (della quale il simulacro è ancora presente sull'altar maggiore, edificato nel 1766), la parrocchiale, situata nel centro storico, ha una lunga storia edificativa: dell'originale rimanevano alcuni segmenti murari corrispondenti all'odierno oratorio, accorpati alla più recente costruzione spagnola del XVI secolo, questa in stile tardo-gotico. La facciata è semplice ed è dotata di un portale ligneo e due finestrelle; lateralmente è presente il campanile, dotato di una monofora per lato e di un orologio sulla parte superiore. Venne dedicata a San Giorgio nel 1904 dal vescovo d'Ogliastra mons. Giuseppe Paderi Concas, originario del paese, a causa del crollo dell'antica chiesa di cui sopra.

#### Chiesa parrocchiale di Santa Maria
In stile moderno, edificata nel 2001 per la borgata di Santa Maria, dopo l'istituzione dell'omonima parrocchia nel 1998.

#### Chiesa di San Nicola di Quirra
È una chiesa romanica, situata in località campestre, sulla riva sinistra del Rio Quirra. È una delle due chiese romaniche della Sardegna realizzate interamente in cotto (l'altra è San Gavino di Lorzia, presso Bono). Venne edificata in età giudicale, tra il XII e il XIII secolo.

#### Chiesa di Santa Brigida
La chiesa di Santa Brigida, situata in pieno centro abitato, fu edificata probabilmente nel XVI secolo, in stile gotico-aragonese.

### Architetture militari

#### Castello di Quirra

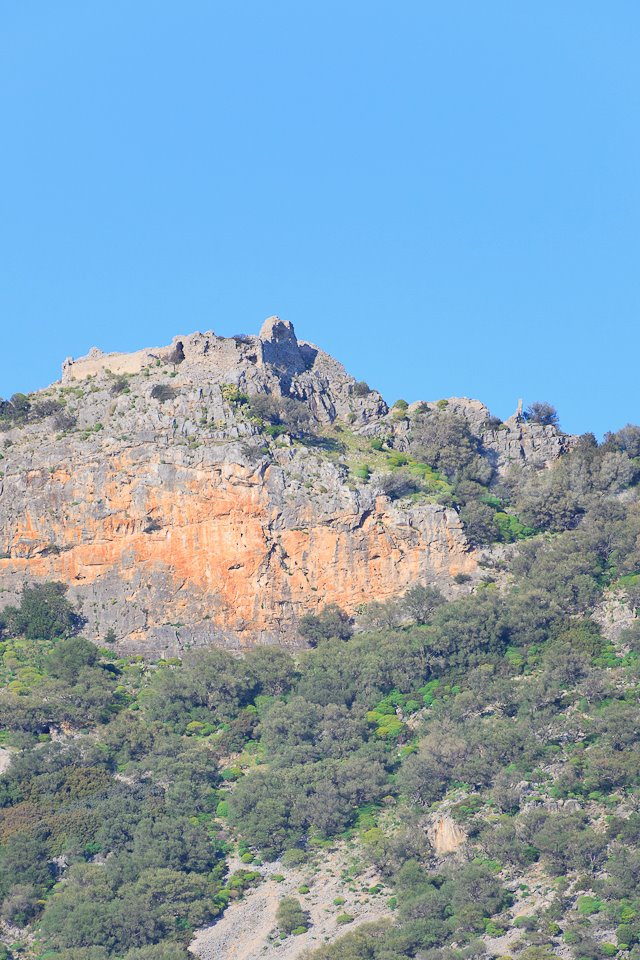
Castello di Quirra

Il castello di Quirra è un edificio fortificato, risalente al XII secolo. Posto ad un’altezza di 296 metri, in posizione strategica, venne costruito dai giudici di Cagliari sulla cima del monte Cudias per sorvegliare il confine con il giudicato di Gallura; venne occupato dagli aragonesi nel 1324. Successivamente fu teatro degli scontri tra il regno di Sardegna e il giudicato di Arborea. Dal 1475 il castello divenne parte del patrimonio della corona d'Aragona. Oggi ne rimangono in piedi solamente alcuni ruderi di notevole suggestione.

#### Castello Malvicino
Chiamato anche "Castello del Sarrabus", il castello Malvicino, era probabilmente ubicato nell'attuale località Monti Cruxi, nei pressi della croce posta nella collina di fronte al cimitero del paese; qui sono stati identificati conci murari, fondazioni perimetrali e altri reperti che portano all'ipotesi della presenza di una costruzione di notevole importanza. È citato, come già abbandonato e distrutto, nel registro pisano delle Rentas de Cerdegna del 1316.

#### Castello di Gibas
Le rovine del castello di Gibas, ubicate tra lo stagno di Sa Praia e la torre di Porto Corallo, presentano un edificio del XVII secolo a due piani, di forma quadrangolare, dotato di feritoie e probabilmente anche dei sotterranei. Vista la posizione, il castello serviva probabilmente come ulteriore protezione alle navi ormeggiate a Porto Corallo.

#### Torri costiere
- Torre di Porto Corallo;
- Torre Motta;
- Torre di San Lorenzo;
- Torre di Murtas.

### Siti archeologici
- Pozzo sacro Is Pirois, pozzo sacro nuragico;
- Nuraghe Sa Pudda;
- Su Presoni, sepoltura ipogeica paleocristiana.

### Luoghi d'interesse naturalistico
- Stagno di Sa Praia;
- Spiaggia Prumari o "Prima Spiaggia";
- Spiaggia di Porto Corallino;
- Spiaggia di Porto Tramatzu;
- Spiaggia di Murtas.

## Società

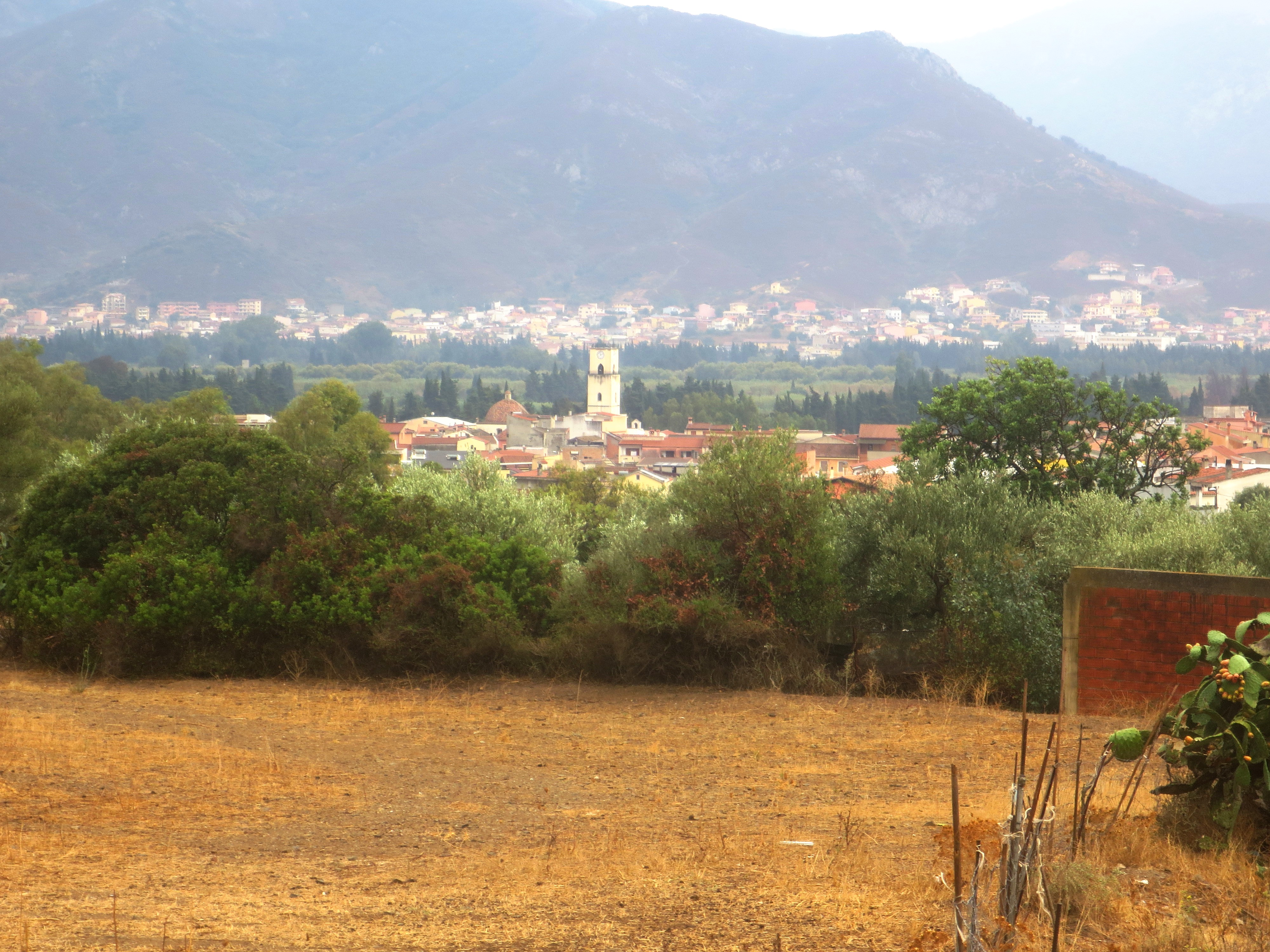
Villaputzu in primo piano, con Muravera sullo sfondo

### Evoluzione demografica
Secondo l'andamento demografico storico dei censimenti della popolazione, questa è in crescita fino al 1961 quando si arresta a circa 4 500 abitanti (numero equivalente alla stima del 2018), mentre decresce e oscilla con un picco positivo massimo di 5 000 residenti nei primi anni novanta.
Abitanti censiti

### Etnie e minoranze straniere
Al 31 dicembre 2015 gli stranieri residenti nel comune di Villaputzu sono 87, pari all'1,8% della popolazione totale. Tra le nazionalità più rappresentate troviamo:
| Pos. | Cittadinanza | Popolazione |
| ---- | ------------ | ----------- |
| 1    | Romania      | 33          |
| 2    | Tunisia      | 17          |

### Lingua e dialetti

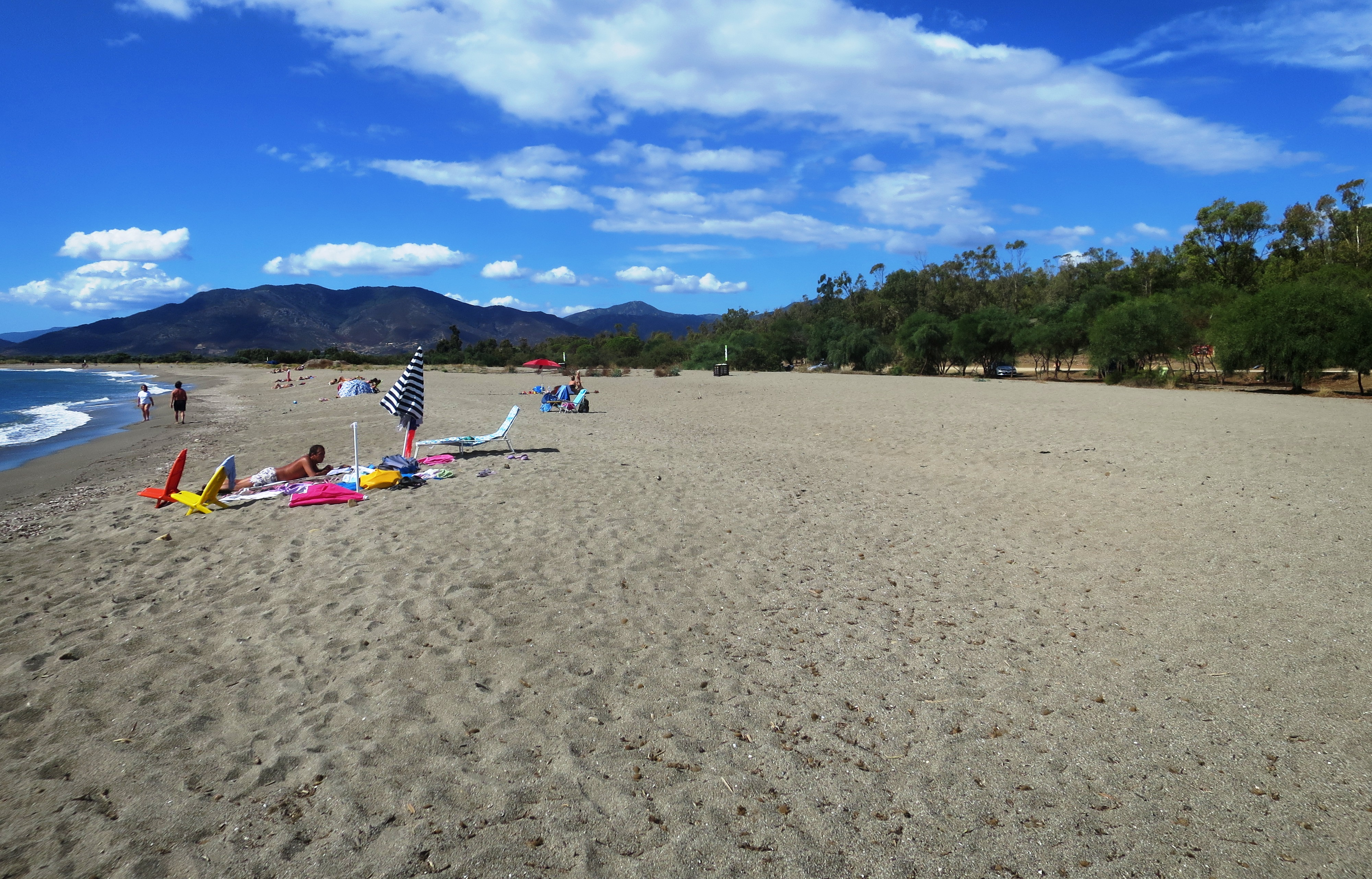
Prima spiaggia

La variante del sardo parlata a Villaputzu è il campidanese sarrabese.

## Cultura

### Eventi
- Gennaio: festa di Sant'Antonio Abate (giorno 17);
- Domenica precedente il mercoledì delle ceneri: carnevale sarrabese;
- Maggio: festa e processione di San Giorgio Martire, patrono di Villaputzu (giorno 15);
- Agosto: festival delle launeddas (giorno 7); festa della Madonna del mare (giorno 16);
- Ottobre: Festa di Santa Vittoria (II domenica del mese); festa di San Narciso (IV domenica del mese).

### Gastronomia
Nel patrimonio culinario troviamo i Culurgiones, importati dall'Ogliastra, i Malloreddus campidanesi, arrosti di carne e di pesce; tra i dolci tipici troviamo le Pardulas, le Pabassinas, gli amaretti. Da citare, inoltre, gli agrumi di produzione locale. Un altro cibo tipico del paese è il casu marzu, un tipo di pecorino colonizzato da larve di mosche casearie.

### Lelauneddas

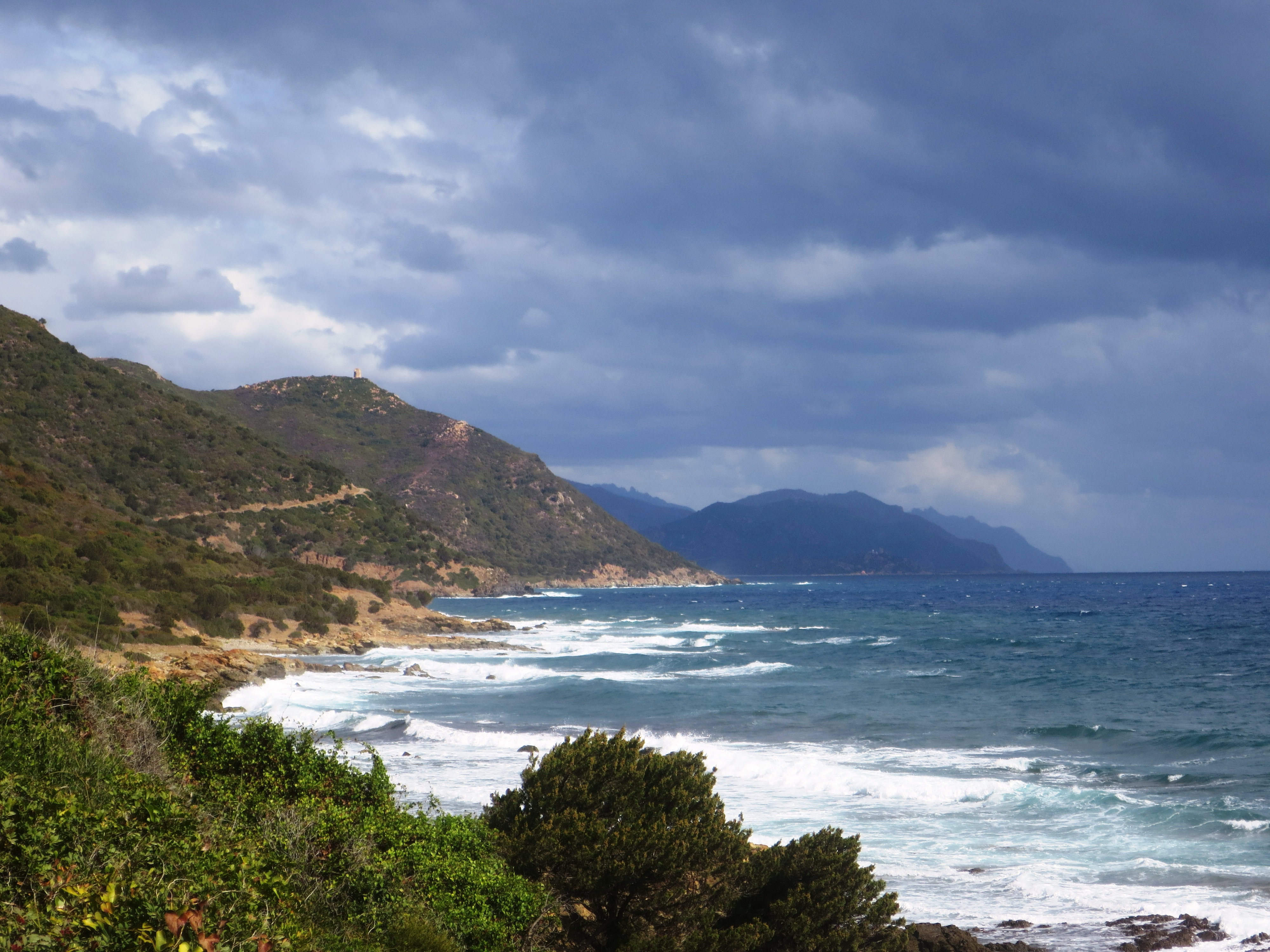
Costa

Le launeddas sono uno strumento musicale policalamo ad ancia battente, originario della Sardegna. È uno strumento di origini antichissime in grado di produrre polifonia, è suonato con la tecnica della respirazione circolare ed è costruito utilizzando diversi tipi di canne.
Villaputzu vantava, e vanta ancora, una scuola che ha stilisticamente influenzato la musica per launeddas di tutta l'isola. Questa scuola disponeva dei più raffinati maestri, custodi del ricco repertorio delle varie suonate, delle tecniche costruttive e del vasto patrimonio letterario orale concernente lo strumento. 
Il semi-professionismo sopravvissuto nel paese, retaggio di periodi storici precedenti, quando i suonatori erano ancora al centro della vita sociale, ha reso possibile la conservazione e la trasmissione, da maestro ad allievo, di buona parte di questo prezioso patrimonio, tant'è che ancora oggi può vantare valenti esecutori, eredi della secolare tradizione villaputzese.

## Amministrazione
| Periodo         | Periodo         | Primo cittadino | Partito                         | Carica  | Note |
| --------------- | --------------- | --------------- | ------------------------------- | ------- | ---- |
| 31 maggio 2015  | 26 ottobre 2020 | Sandro Porcu    | Lista civica "#Villaputzu lab"  | Sindaco |      |
| 26 ottobre 2020 | in carica       | Sandro Porcu    | Lista civica "Villaputzu 20.25" | Sindaco |      |